# Охотин (Волынская область)
Охотин (укр. Охотин) — село в Луцкой городской общине Луцкого района Волынской области Украины.
Код КОАТУУ — 0722887503. Население по переписи 2001 года составляет 263 человека. Почтовый индекс — 45620. Телефонный код — 3322. Занимает площадь 0,57 км².